# Битка за брдо Вис (1992)
Битка за брдо Вис (1992) је била бикта између Војске Републике Српске и Армије Републике Босне и Херцеговине за брдо Вис 450м 19. јуна 1992. изнад Калесије.

## Битка
Након што су АРБиХ трупе 28. маја и избиле до села Јелово Брдо, јавила се потреба за српски проту удар и заузимања брда Вис 450м, које би дало доминантан преглед на град Калесију.
Неколико стотина војника 1. бирчанска лака пјешадијска бригада под командом Светозара Андрића је 19. јула дошло у село Јелово Брдо. Истог дана је и покренута офанзива у којој су одбацили 245. брдску бригаду око 2.5km уназад, и тиме заузимли брдо Вис које доминира Калесијом, долином ријеке Спрече и бившом ЈНА базом Дубраве, недалеко од Тузле.

## Последице
Након битке за брдо Вис, АРБиХ је покренула операцију за пресјецање пута Зворник– Шековићи и деблокаде Каменице и Церске, али је резлтирала поразом.